# キリー (ロワール＝アトランティック県)
キリー （Quilly）は、フランス、ペイ・ド・ラ・ロワール地域圏、ロワール＝アトランティック県のコミューン。

## 地理

県におけるキリーの位置

キリーはサヴネの北13kmのところにある。境界を接するコミューンは、カンボン、サンタンヌ＝シュル＝ブリヴェ、ガンルエ、そしてブーヴロンである。
1999年にINSEEが作成した順位表によれば、キリーは都市圏に含まれる農村型コミューンである。サン＝ナゼール都市単位の一部である。

## 由来
ガロ語でキリーはQilicとつづられる。

## 歴史
キリーのまちはローマ街道近くに建てられた。当時の遺跡が発掘されており、家の守護神がしゃがみこんでいる像がそれに含まれた。サント・ソレンヌ教区教会は1845年からある。
コミューン名称はもともとブルトン語が発祥であり、ボカージュ（低潅木地帯）を意味している。これは中世の最盛期に起きた、ブルトン文化の導入を反映している。

## 人口統計
| 1962年 | 1968年 | 1975年 | 1982年 | 1990年 | 1999年 | 2006年 | 2012年 |
| ------ | ------ | ------ | ------ | ------ | ------ | ------ | ------ |
| 864    | 837    | 781    | 793    | 859    | 905    | 1154   | 1334   |

source=1999年までLdh/EHESS/Cassini、2004年以降INSEE